# Длиннофокусный объектив
Длиннофокусный объектив в фотографии — объектив с фокусным расстоянием, превышающим диагональ используемого кадра в 1,5 и более раз. В прикладных сферах иногда используется термин узкоугольный объектив. В кинематографе длиннофокусными считаются объективы, фокусное расстояние которых более чем вдвое превышает диагональ кадра киноплёнки. Объективы с угловым полем зрения 8° и менее (в малоформатной фотографии — более 300 миллиметров), подразделяются в класс «сверхдлиннофокусных» (в англоязычной литературе — англ. Supertelephoto Lens).
Телеобъективами в русскоязычной литературе называются длиннофокусные объективы, длина оправы которых меньше их фокусного расстояния. Это достигается использованием в схеме сильного отрицательного компонента в хвостовой части объектива по принципу телескопа Галилея или зеркально-линзовой конструкции на основе телескопа-рефлектора Кассегрена.
Большое фокусное расстояние обеспечивает небольшой угол поля зрения, позволяя снимать удалённые объекты в крупном масштабе. Эффект при использовании длиннофокусного объектива тем больше, чем сильнее фокусное расстояние отличается от нормального объектива. 
Кроме возможности съёмки крупным планом, ещё одной особенностью длиннофокусных объективов является небольшая глубина резкости. Это используется при портретной съёмке, позволяя выделить лицо и размыть фон. Перспективное сокращение при использовании длиннофокусной оптики преуменьшено, что также может использоваться как художественный приём. Небольшие углы поля зрения позволяют обеспечивать равномерные характеристики по всему полю изображения, благодаря относительной лёгкости коррекции полевых аберраций и астигматизма. В то же время, у длиннофокусных объективов в наибольшей степени проявляется хроматическая аберрация, прямо пропорциональная фокусному расстоянию. Для её уменьшения применяется апохроматическая коррекция, используются оптические материалы с низким коэффициентом дисперсии, например различные сорта низкодисперсионных стёкол и флюорит.
Длиннофокусная оптика в большей мере, чем любая другая, чувствительна к тряске. В фотографии это приводит к шевеленке даже при коротких выдержках, а при кино- и видеосъёмке вынуждает использовать штативы с панорамными головками, оснащёнными дорогостоящими демпферами. По этой причине в длиннофокусных объективах особенно востребовано применение оптической стабилизации.
В фотографии понятие длиннофокусного объектива применимо как к оптике с постоянным фокусным расстоянием, так и к зумам соответствующего диапазона.
Отечественные длиннофокусные объективы выпускались под марками «Вега», «ЗМ», «Калейнар», «МТО», «ОБ», «ОКС», «РефлексРуссар», «Рубинар», «Таир», «Телеар», «Телезенитар», «Телемар», «ТОЗ», «Уран», «Фодис», «Юпитер», и др..